# Edificio McDonald’s
Das Edificio McDonald’s ist ein Bauwerk in der uruguayischen Landeshauptstadt Montevideo.
Das in den Jahren 1993 bis 1994 errichtete Gebäude befindet sich in der Ciudad Vieja an der Calle Sarandí 558 zwischen den Straßen Juan Carlos Gómez und Ituzaingó und liegt an der Plaza de la Constitución. Architekten des als Büro- und Geschäftshaus konzipierten Edificio McDonald’s sind Conrado Pintos, Arturo Silva Montero und Alberto Valenti. Der Bau wurde durch das Unternehmen SACCEM ausgeführt und für die Schnellrestaurantkette McDonald’s errichtet, die im Keller, Erdgeschoss und der ersten Etage mit einem ihrer Schnellrestaurants vertreten ist, während die oberen Etagen als Büros genutzt werden. Das 17 Meter hohe, sechsstöckige Bauwerk mit der in der Ciudad Vieja eher unüblichen zeitgenössischen Architektur umfasst eine Grundfläche von 200 m². Es steht im Privateigentum, ist im Kulturerbeverzeichnis des Departamentos Montevideo eingetragen und genießt gesetzlichen, departamentalen Schutz (Protección departamental).